# Étang des Truites
L'étang des truites est un étang se situant à 1 857 mètres d'altitude dans le massif de Tabe (Pyrénées ariégeoises), dans la pente du Pic de Saint-Barthélemy, et dont le déversoir constitue la source du Lasset, affluent de l'Hers-Vif.

## Toponymie
Selon une hypothèse (contestée), l'étang des truites devrait s'appeler étang des Druides, son vrai nom à l'origine, et c'est une erreur de cartographie qui l'aurait transformé en étang des Truites.

## Géographie
En contrebas du pic de Saint-Barthélemy et du pic de Soularac et sous l'étang du diable, il couvre 1,5 ha du territoire de la commune de Montségur dans le périmètre de la réserve naturelle régionale du massif de Saint-Barthélemy.

## Voies d'accès
On peut y accéder à pied depuis l'étang de Moulzoune et les mines de Fangas, ou encore depuis le Col du Trou de l'Ours, en redescendant du pic de Soularac ou du pic de Saint-Barthélemy.